# 鄭滿
鄭滿（1465年—1515年），字守谦，号勉斋，明朝慈溪（今屬浙江）人。

## 生平
成化元年（1465年）出生。弘治五年（1492年）壬子科浙江鄉試舉人。與王守仁、孫煜、胡世寧為同年，時有“浙河四杰”之目。弘治六年（1493年），官临清州（今山东临清）学正、道州（今湖南道县）。官至濮州（今河南范县）知州。所至皆有政績。卒於正德十年（1515年）。

## 著作
有《勉斋遗稿》三卷。另有《詩經講義》，不傳。